# 沙恩·布莱克
沙恩·布莱克（英語：Shane Black，1961年12月16日—）是一名美国电影男演员、导演和编剧。1980年代后期到1990年代初期，他参与制作了多部动作电影，其中包括《轰天炮》与 The Last Boy Scout。他导演的首部作品是2005年的犯罪喜劇片《吻兩下打兩槍》。

## 早年
他生长于賓夕法尼亞州匹兹堡，父母是保羅·布萊克（Paul Black）与帕特里夏·安·布萊克（Patricia Ann James）。他的父亲是一名大学足球明星，后来从事印刷业。他年幼在匹茲堡長大，並幫助印刷業的父親，因此對小說、戏剧等作品產生了興趣，例如米奇·斯皮蘭（Mickey Spillane）和馬特·赫爾姆（Matt Helm）系列。
在高校的二年級時候，他們一家人移居到加州富勒顿，並且在當地就讀。
後來，他進入洛杉磯加州大學攻讀電影和戲劇，至1983年畢業。雖然布萊克經常寫短篇小說和新聞，但他原本想成为一名演员，直到他大四時，在朋友Fred Dekker（电影导演）的鼓励下，他开始从事剧本创作。
此後，他開始以科幻腳本為主，而他的哥哥特里·布萊克（Terry Black）也寫了短篇小說，並決定從1988年的《死熱（Dead Heat）》開始改編劇本，其中肖恩（Shane）擁有一個客串。

## 事业
2005年，他因《吻兩下打兩槍》获得圣迭哥影评人协会颁发的最佳原创剧本奖。2006年10月21日，他获得奥斯汀电影节（Austin Film Festival）授予的卓越编剧奖。2013年导演的科幻动作片《钢铁侠3》全球票房达12.15亿美元。

## 电影作品

### 演员
- 1987: 鐵血戰士/Predator as Hawkins
- 1988: Dead Heat as Patrolman
- 1991: Dark Justice (电视；1 集, "Nowhere to Hide")
- 1993: RoboCop 3 as Donnelly
- 1994: Night Realm
- 1997: 尽善尽美/As Good as It Gets as Brian, Cafe 24 manager
- 1997: An Alan Smithee Film: Burn Hollywood Burn as 他本人
- 2002: The Boy Scout as Henchman #2

### 导演
- 2005: 吻兩下打兩槍/Kiss Kiss Bang Bang
- 2013: 鋼鐵人3/Iron Man 3
- 2015: 刀鋒/Edge（電視試播）
- 2016: 假會徵信社/The Nice Guys
- 2018: 終極戰士：掠奪者/The Predator
- TBA: 耍花招（英语：Play Dirty (upcoming film)）/Play Dirty

### 制片
- 1991: The Last Boy Scout (执行监制)
- 1996: The Long Kiss Goodnight  (监制)
- 2006: A.W.O.L. (执行监制) (as Harry Lime)
- 2015: 刀鋒/Edge  (监制)

### 编剧
- 轰天炮/Lethal Weapon (1987)
- The Monster Squad (与Fred Dekker合作) (1987)
- 轰天炮2/Lethal Weapon 2 (1989) (故事大纲)
- The Last Boy Scout (1991)
- Last Action Hero (1993)
- The Long Kiss Goodnight (1996)
- Kiss Kiss Bang Bang (2005)
- A.W.O.L. (2006) (as Holly Martins)
- 2015: 刀鋒/Edge
- 終極戰士：掠奪者/The Predator (2018)
- 计划: Doc Savage[6](联合编剧)